# Павшино (Шемогодский сельсовет)
Павшино — деревня в Великоустюгском районе Вологодской области.
Входит в состав Шемогодского сельского поселения, с точки зрения административно-территориального деления — в Шемогодский сельсовет.
Расстояние по автодороге до районного центра Великого Устюга — 30 км, до центра муниципального образования Аристово — 14 км. Ближайшие населённые пункты — Федоровское, Козлово, Лучнево, Вепрево, Климлево.
По переписи 2002 года население — 23 человека (10 мужчин, 13 женщин). Всё население — русские.